# هوراس تشيونغ
هوراس تشيونغ (بالصينية: 張國鈞) هو سياسي صيني، ولد في 30 يونيو 1974 في هونغ كونغ في الصين. حزبياً، نشط في Democratic Alliance for the Betterment and Progress of Hong Kong ‏. في 2015 Hong Kong local elections ‏، انتخب Central and Western District councilor ‏ عن دائرة Sai Wan (constituency) ‏ وقد انضم خلال فترته النيابية ‏ (2016 – ) للكتلة البرلمانية Democratic Alliance for the Betterment and Progress of Hong Kong ‏.